# We Got Divorced
We Got Divorced (em coreano:  우리 이혼했어요) é um reality show sul-coreano que vai ao ar na TV Chosun.
A 1ª temporada terminou em 15 de fevereiro de 2021 com 13 episódios, e o show deve retornar para a 2ª temporada no outono de 2021.

## Tempo de antena
| Data de ir ao ar                               | Tempo de antena              |
| ---------------------------------------------- | ---------------------------- |
| 20 de novembro a 25 de dezembro de 2020        | Sextas-feiras às 22:00 KST   |
| 4 de janeiro de 2021 - 15 de fevereiro de 2021 | Segundas-feiras às 22:00 KST |

## Visão geral
É um reality show de "drama em tempo real" que apresenta casais divorciados que se reúnem durante o show e passam algum tempo juntos sozinhos.

## Elenco

### Estúdio

#### Anfitriões
- Shin Dong-yup (Episódio 1-13)
- Kim Won-hee (Episódio 1-13)

#### Painel Fixo
Atual
- Kim Sae-rom (Episódio 2-13)

Antigo
- Yang Jae-jin (Episódio 1-4)
- Jeong Ga-eun (Episódio 1)
- Jang Su-won ( Sechs Kies ) (Episódio 5-6)

### Casais divorciados
- Lee Young-ha - Sunwoo Eun-sook (Episódio 1-13)
  - Casado de 1981 a 2007
- Choi Gogi - Yoo Ggaenip (Episódio 1-13)
  - Casado de 2016 a 2020
- Park Jae-hoon - Park Hye-young  (Episódio 3-13)
  - Casado de 2007 a 2015
- Lee Ha-neul (DJ DOC) - Park Yoo-sun (Episódio 6-13) [4]
  - Casado de 2018 a 2020
- Park Se-hyeok - Kim Yu-min (Episódio 10-13) [5]
  - Casado de 2018 a 2019
- Kim Dong-sung - In Min-jeong (Episódio 11-13) [6]
  - Kim foi casado de 2004 a 2018
  - Min-jeong é a namorada atual de Kim; ela também se divorciou em 2014

## Avaliações
| Ep. | Data de transmissão original | Participação média do público (AGB Nielsen) | Participação média do público (AGB Nielsen) | Participação média do público (AGB Nielsen) | Participação média do público (AGB Nielsen) |
| Ep. | Data de transmissão original | Em todo o país                              | Em todo o país                              | Seul                                        | Seul                                        |
| Ep. | Data de transmissão original | Part 1                                      | Part 2                                      | Part 1                                      | Part 2                                      |
| --- | ---------------------------- | ------------------------------------------- | ------------------------------------------- | ------------------------------------------- | ------------------------------------------- |
| 1   | 20 de novembro de 2020       | 8.923%                                      | 8.995%                                      | 9.148%                                      | 10.205%                                     |
| 2   | 27 de novembro de 2020       | 5.997%                                      | 9.288%                                      | 6.195%                                      | 9.618%                                      |
| 3   | 4 de dezembro de 2020        | 6.676%                                      | 8.978%                                      | 6.436%                                      | 9.151%                                      |
| 4   | 11 de dezembro de 2020       | 5.290%                                      | 8.494%                                      | 5.421%                                      | 8.660%                                      |
| 5   | 18 de dezembro de 2020       | 6.404%                                      | 8.878%                                      | 7.190%                                      | 8.981%                                      |
| 6   | 25 de dezembro de 2020       | 6.159%                                      | 8.174%                                      | 6.116%                                      | 8.026%                                      |
| 7   | 4 de janeiro de 2021         | 4.841%                                      | 6.442%                                      | 5.126%                                      | 6.617%                                      |
| 8   | 11 de janeiro de 2021        | 6.666%                                      | 7.382%                                      | 6.598%                                      | 7.994%                                      |
| 9   | 18 de janeiro de 2021        | 6.424%                                      | 8.147%                                      | 6.882%                                      | 8.853%                                      |
| 10  | 25 de janeiro de 2021        | 6.915%                                      | 7.407%                                      | 7.142%                                      | 7.945%                                      |
| 11  | 1 de fevereiro de 2021       | 6.635%                                      | 6.565%                                      | 7.055%                                      | 7.366%                                      |
| 12  | 8 de fevereiro de 2021       | 5.460%                                      | 6.893%                                      | 5.793%                                      | 7.162%                                      |
| 13  | 15 de fevereiro de 2021      | 5.645%                                      | 8.033%                                      | 5.742%                                      | 8.273%                                      |